# Večer
Večer – słoweński dziennik wydawany w Mariborze. Został założony w 1945 roku.
Średni nakład pisma wynosi blisko 70 tys. egzemplarzy.